# Concepcion (Misamis Occidental)
Concepcion is een gemeente in de Filipijnse provincie Misamis Occidental op het eiland Mindanao. Bij de laatste census in 2007 had de gemeente ruim 8 duizend inwoners.

## Geografie

### Bestuurlijke indeling
Concepcion is onderverdeeld in de volgende 18 barangays:
| - Bagong Nayon - Capule - Guiban - Laya-an - Lingatongan - Maligubaan - Mantukoy - Marugang - New Casul | - Poblacion - Pogan - Small Potongan - Soso-on - Upper Dapitan - Upper Dioyo - Upper Potongan - Upper Salimpono - Virayan |

## Demografie
Concepcion had bij de census van 2007 een inwoneraantal van 8.355 mensen. Dit zijn 1.455 mensen (21,1%) meer dan bij de vorige census van 2000. De gemiddelde jaarlijkse groei komt daarmee uit op 2,67%, hetgeen hoger is dan het landelijk jaarlijks gemiddelde over deze periode (2,04%). Vergeleken met de census van 1995 is het aantal mensen met 3.338 (66,5%) toegenomen.

De bevolkingsdichtheid van Concepcion was ten tijde van de laatste census, met 8.355 inwoners op 61,6 km², 135,6 mensen per km².